# Eleasar ben Arach
Eleasar ben Arach (auch: Eleazar ben Arakh) war ein jüdischer Gelehrter des Altertums, wirkte um das Jahr 80 und gehörte zur so genannten zweiten Generation der Tannaiten.
Auch in den Sprüchen der Väter sind Aussprüche von ihm überliefert (II., 9).
Er war einer der bedeutendsten Schüler und zugleich hoch geschätzter Lieblingsschüler des Rabban Jochanan b. Zakkai, besonders auch in der Mystik (bab. Chagiga 14 b).
Nach dessen Tod ging er nicht wie die übrigen Schüler nach Jawne, sondern gründete in Emmaus ein eigenes Lehrhaus. An dieser Stelle blieb er aber ganz einsam, so dass er nach talmudischem Bericht (bab. Schabbat 147 b) alles verlernte, schließlich sogar selbst zu lesen.